# Camjac
Camjac (en occità Camjac) és un municipi francès situat al departament de l'Avairon i a la regió d'Occitània.

## Demografia
| 1962                                       | 1968 | 1975 | 1982 | 1990 | 1999 | 2006 |
| ------------------------------------------ | ---- | ---- | ---- | ---- | ---- | ---- |
| 634                                        | 713  | 649  | 601  | 596  | 554  | 536  |
| Des de 1962: població sense dobles comptes |      |      |      |      |      |      |

## Administració
| Període   | Identitat           | Partit |
| --------- | ------------------- | ------ |
| 2001-2006 | Raoul Grezes-Besset |        |
| 2006-     | Jean-Louis Julia    |        |